# 卡爾 (阿肯色州)
卡爾（英語：Cale）是一個位於美國阿肯色州內華達縣的城鎮。

## 地理
卡爾的座標為33°37′52″N 93°14′33″W / 33.63111°N 93.24250°W，而該地的平均海拔高度為102米（即335英尺）。

## 人口
根據2020年美國人口普查的數據，卡爾的面積為2.73平方千米，當中陸地面積為2.50平方千米，而水域面積為0.23平方千米。當地共有人口73人，而人口密度為每平方千米26人。